# Södermanlands runinskrifter Fv1986;220
Södermanlands runinskrifter Fv1986;220 är ett vikingatida runstensfragment av sandsten som hittades i Igelsta, Östertälje socken och Södertälje kommun. Fragmentet påträffades vid harvning i en åker 1985. Stenen är 82 gånger 41 centimeter. Den förvaras på Fornhöjdens vårdcentrum.

## Inskriften
Translitterering av runraden:
: ... ...--ʀ · eykr ¶ -m.../...ʀ
Normalisering till runsvenska:
... [æft]iʀ Øygrim ...
Översättning till nusvenska:
... efter Ögrim ...